# Gerhard Jacobshagen

Gerhard Jacobshagen

Gerhard Jacobshagen (* 28. Dezember 1890 in Northeim; † 8. Juli 1953 in Ludwigshafen am Rhein) war ein deutscher Politiker.

## Leben und Beruf
Jacobshagen besuchte das Gymnasium in Northeim und Goslar, ehe er eine kaufmännische Lehre in Bremen absolvierte. Anschließend war er Angestellter bei der Shell-Gruppe in Hamburg und von 1913 bis 1928 in Ludwigshafen am Rhein. Am Ersten Weltkrieg nahm er als Offizier teil. 1928 wurde er Präsidiumsmitglied der Deutschen Friedensgesellschaft. 1932/33 war Jacobshagen bei der Stadtverwaltung Ludwigshafen am Rhein angestellt. Während der Zeit des Nationalsozialismus wurde er 1935 inhaftiert und 1944 im KZ Dachau interniert. Nach dem Zweiten Weltkrieg war er bis 1950 erneut bei der Stadt Ludwigshafen am Rhein tätig.

## Politik
Jacobshagen war Mitglied der USPD bzw. ab 1922 der SPD. Von 1924 bis 1930 war er Abgeordneter des Reichstags.
Auf dem Bezirksparteitag der SPD am 17. August 1930 wurde er nicht mehr für die Liste zur Reichstagswahl 1930 gewählt.
Im Juni 1931 wurde er nach Veröffentlichung eines Aufrufs in der kommunistischen Arbeiter-Zeitung gemeinsam mit dem Bezirksvorstandsmitglied Susanna Jacobshagen aus der SPD ausgeschlossen. Danach wechselten beide zur KPD, aus der sie aber bereits im Mai 1932 wieder austraten.